# Яйчен пунш
Яйченият пунш, или егног (на английски: eggnog), е подсладена млечна напитка.
Прави се от прясно мляко, сметана, захар, разбити яйца, подправена с канела и индийско орехче. Съществуват и алкохолни версии на егног, при които се добавят различни спиртни напитки като бренди, коняк, ром или уиски.
Яйчният пунш е популярна напитка в Северна и Южна Америка, и особено силно се свързва с коледните и новогодишните празници.
Необходими продукти за 6 чаши яйчен пунш:
- 5 яйца
- 1 ч. чаша захар (или мед)
- 1 ч. чаша сладкарска сметана
- 1 ч. чаша прясно мляко
- индийско орехче, канела и ванилия (на вкус)
- уиски (количество по желание)

## Приготвяне
Отделете жълтъците от белтъците. Разбийте до бяло жълтъците със захарта. При непрекъснато бъркане добавете уискито. Поставете сместа в хладилника. Разбийте белтъците на сняг, като постепенно към тях добавяйте сметаната и млякото. Смесете двете части. При поднасянето посипете с настъргано индийско орехче, канела или ванилия, поръсете с малко какао.